# Graphops exilis
Graphops exilis är en skalbaggsart som beskrevs av Blake 1955. Graphops exilis ingår i släktet Graphops och familjen bladbaggar. Inga underarter finns listade i Catalogue of Life.